# Liss Eriksson

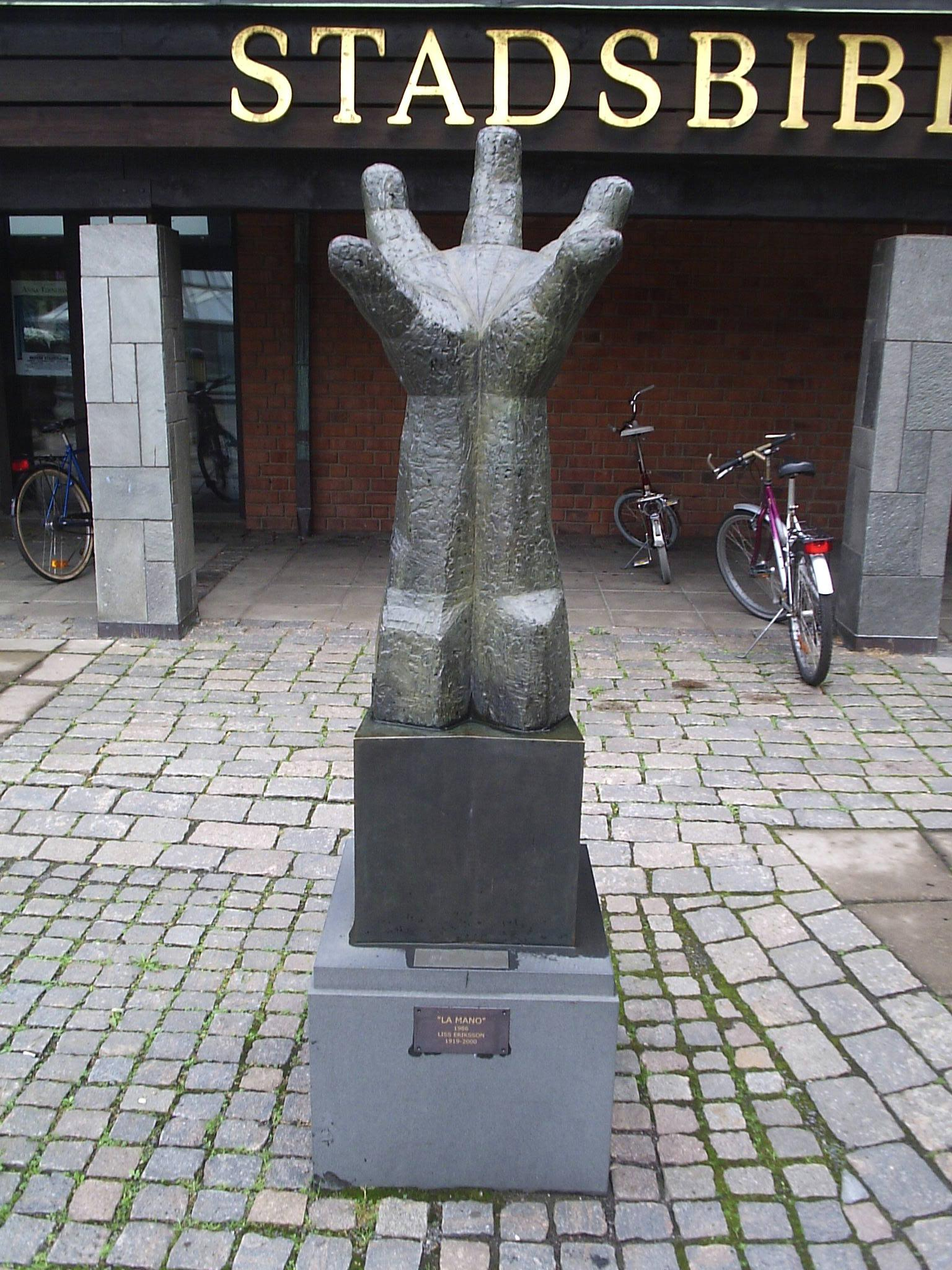
La Mano, Skövde (Bronzemodell)

Liss Eriksson (* 31. August 1919 in Stockholm, Schweden; † 19. Juli 2000, ebenda) war ein schwedischer Bildhauer und Illustrator.

## Leben und Werk
Liss Eriksson ist ein Sohn des Bildhauers Christian Eriksson (1858–1935) und wuchs in der Prästgårdsgata in Södermalm auf, wo er 1975 sein Atelier eröffnete. Er studierte von 1939 bis 1944 bei Nils Sjögren und Eric Grate an der Kungliga Konsthögskolan Mejan in Stockholm. 1947 nahm er mit anderen wie Arne Jones an der avantgardistische Ausstellung Ung Konst (Jonge Kunst) in der Galerie Färg och Form. Mit seiner Ehefrau, der Künstlerin Britta Reich-Eriksson wohnte er von 1947 bis 1951 in Paris, wo er Unterricht der französischen Bildhauer Jean Osouf und Henri Laurens erhielt.

## Werke (Auswahl)
- 1944: Faster, Skulpturenpark Västertorp in Stockholm
- 1947: Sittande man, Värmlands Museum in Karlstad
- 1949: Negerboxaren, Västmanläns Museum in Västerås
- 1952: Mor och barm, Norrköping Museum in Eskilstuna
- 1954: Oskuld, Västertorps Skulpturpark in Stockholm
- 1954: Järnpojken of Pojke som tittar på Mänen, Bollhusgränd in Stockholm
- 1954: La Mano (Monument zum Spanischen Bürgerkrieg – roter Granit), Katarinavägen in Stockholm; ein kleineres Exemplar in Bronze befindet sich im Kulturhuset in Skövde
- 1961: Huset, Kobjerstorget in Lund
- 1965: Violoncellen, Sommervägen in Växjö
- 1971: Fågelmannen, Torget in Arvika
- 1973: Paret, Djurgården in Stockholm
- 1993: Duo,[1] Hällefors

## Fotos

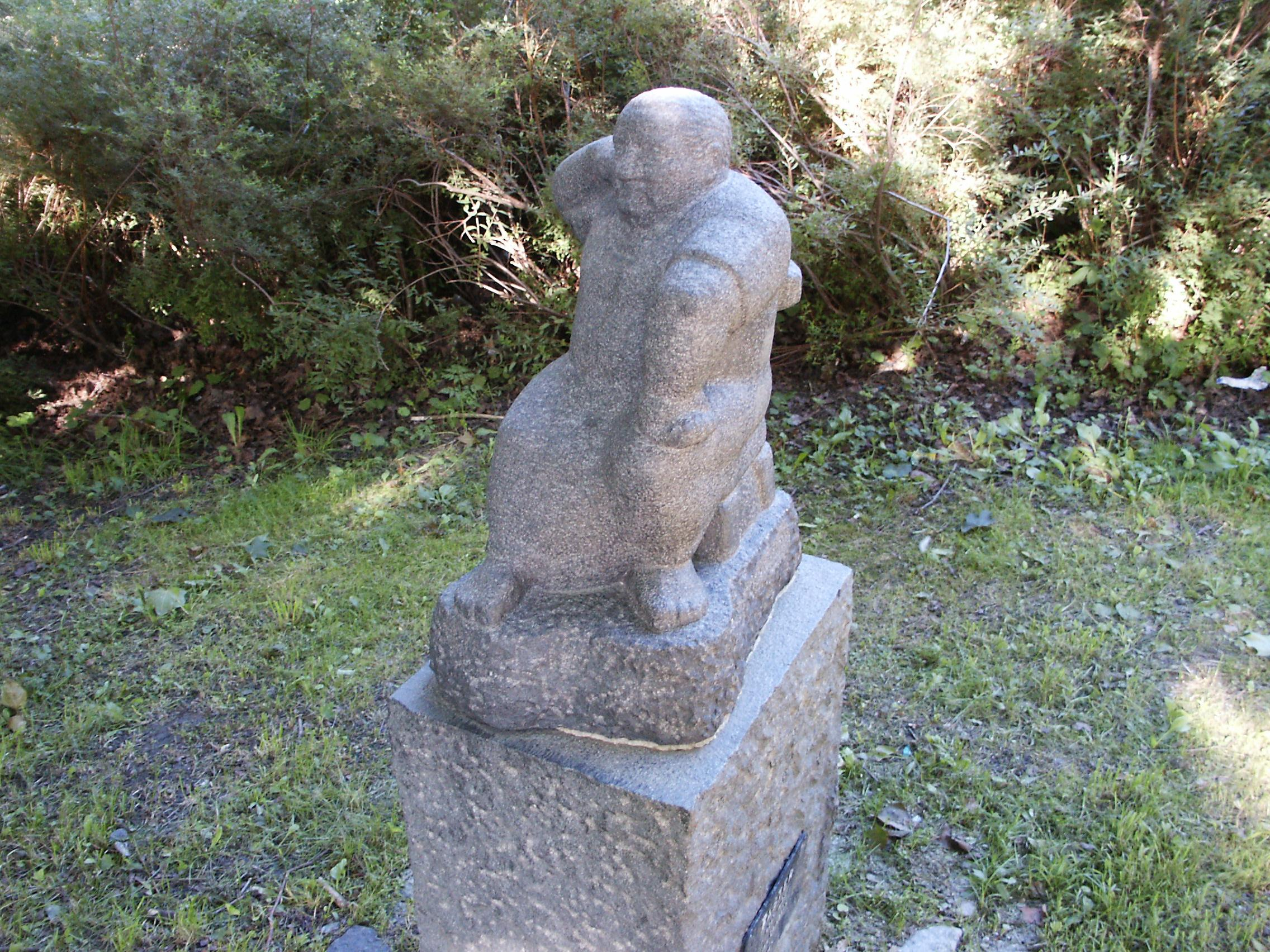
Faster in Stockholm
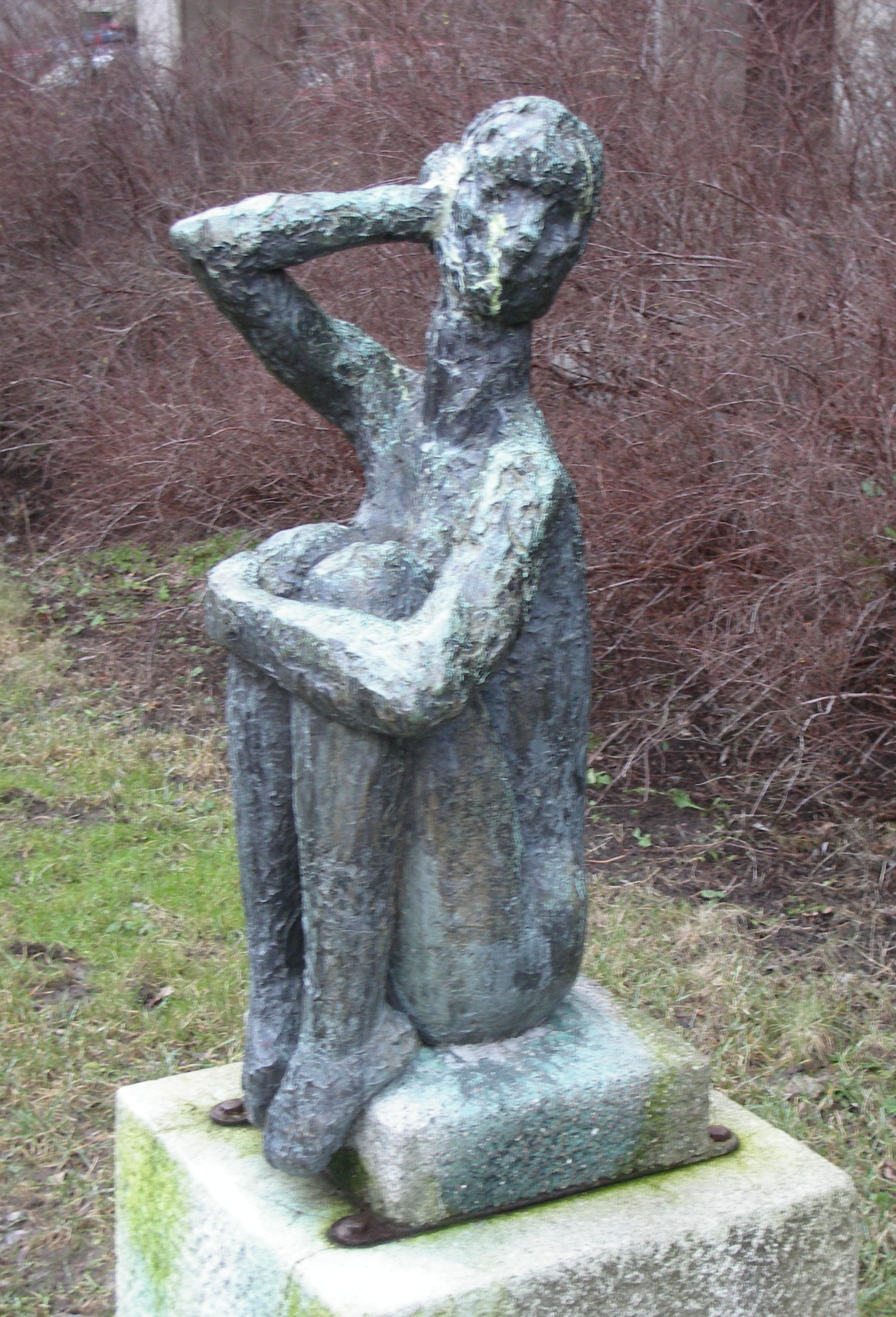
Oskuld in Stockholm
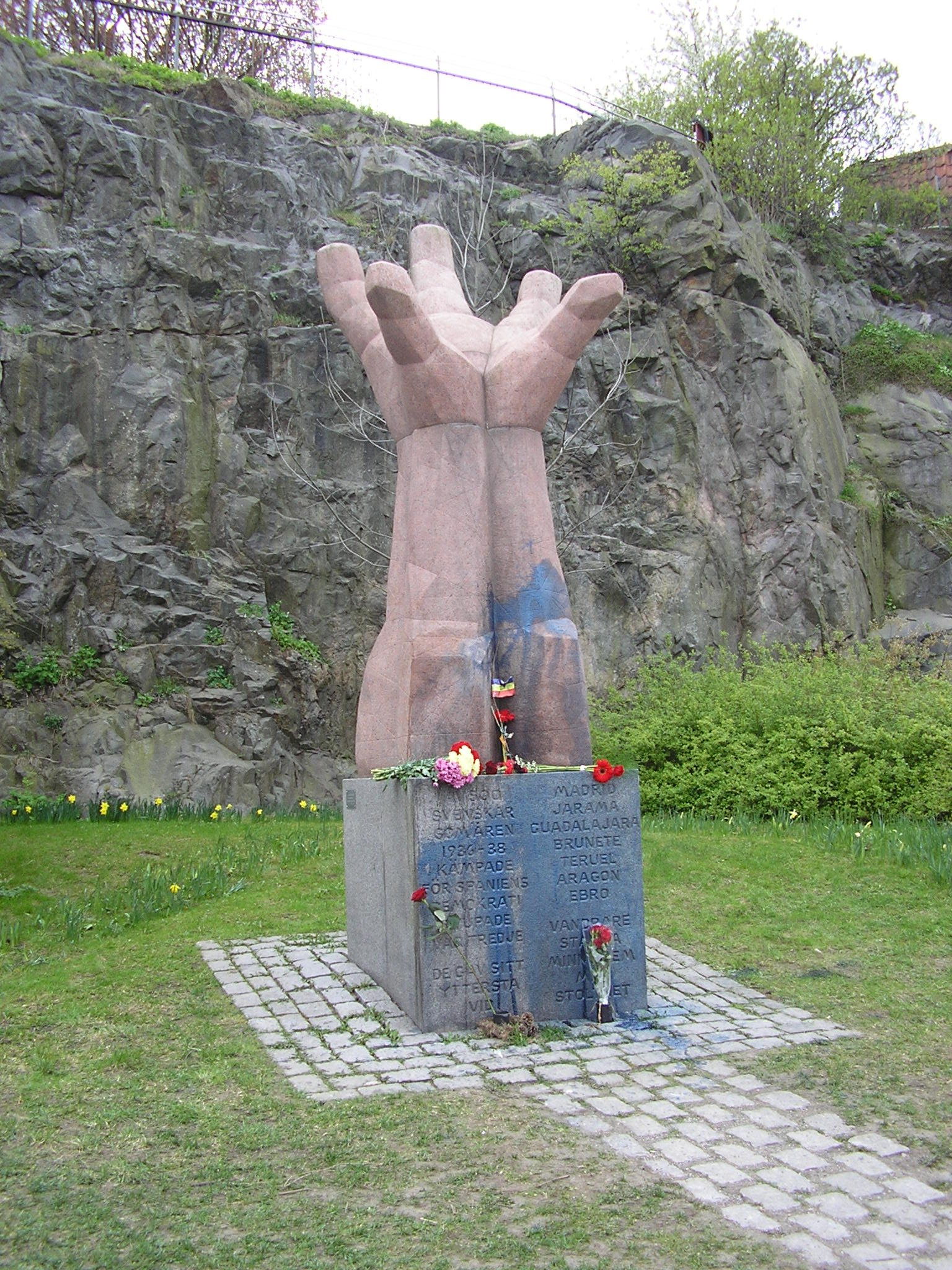
Monument La Mano in Stockholm
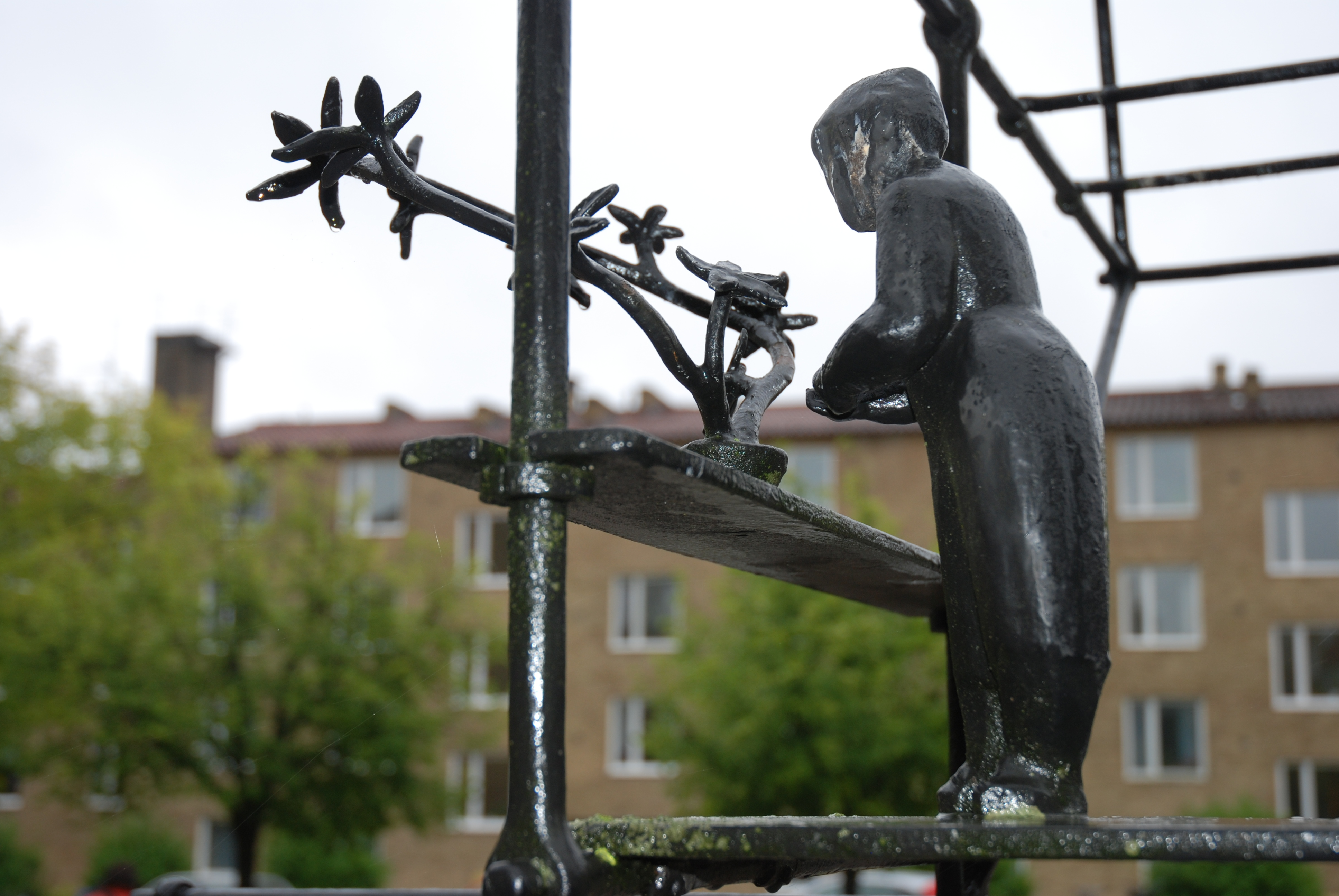
Detail van Huset in Lund
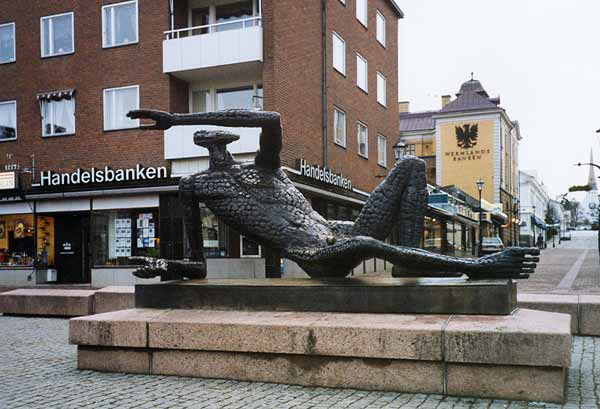
Fågelmannen in Arvika